# Batalha do Janículo (476 a.C.)
A Batalha do Janículo, em 476 a.C., foi travada entre exército romano, liderado pelos cônsules Aulo Vergínio Tricosto Rutilo e Espúrio Servílio Prisco, e as forças da cidade de Veios. Os romanos levaram a melhor e conseguiram expulsar os veios do Janículo.

## Contexto
Em 477 a.C., os veios, depois de terem derrotado o exército dos Fábios na Batalha do Crêmera e também o exército romano de Tito Menênio Agripa Lanato fundaram uma fortaleza no Janículo, ao lado de Roma, de onde começaram a arrasar o território vizinho.
Por causa da presença de inimigos tão próximos da muralha romana, a cidade sofria com a falta de suprimentos, pois todas as colheitas foram perdidas para os inimigos. Os dois cônsules resolveram então dar ordem de batalha às suas forças para a luta contra os veios.

## Batalha
Vergínio comandava a ala direita e Servílio, a esquerda. Os veios aceitaram de bom grado o combate, que durou muito tempo enquanto os etruscos não começassem a se retirar para suas fortificações no alto do Janículo. Enquanto Vergínio ordenou que seus soldados não perseguissem os inimigos, os da ala esquerda começaram a perseguição até o sopé do Janículo. Mas, chegando perto do cume, os veios em retirada se voltaram e, ajudados pelos que estavam guarnecendo a fortificação, iniciaram um contra-ataque aos romanos, que imediatamente foram obrigados a abandonarem a batalha para correrem até o campo mais para baixo.
Neste momento, Vergínio, sabendo do que estava acontecendo, lançou parte de suas próprias forças para ajudar os romanos em funga e levou a outra por trás dos veios no ataque, que agora estavam impossibilitados de recuar novamente e se viram atacados dos dois lados pelos soldados romanos. Completamente aniquilados, a batalha foi vencida pelos romanos.

## Consequências
Os poucos veios que estavam guarnecendo a fortificação no Janículo fugiram no dia seguinte, quando souberam que de Veios não viria nenhuma ajuda. Tantos foram os soldados romanos mortos e tão grave o perigo para a própria cidade que em Roma não se celebrou um triunfo por esta vitória.